# Cannon Street (métro de Londres)
Cannon Street  est une station du métro de Londres dépendante de la gare de Cannon Street.

## Services aux voyageurs

### Accès et accueil
La station se trouve à l'emplacement du steelyard, le principal comptoir de la ligue hanséatique à Londres au Moyen Âge.